# Ain Zohra
Ain Zohra (en àrab عين الزهراء, ʿAyn az-Zuhrāʾ; en amazic ⴰⵢⵏ ⵣⵓⵀⵔⴰ) és una comuna rural de la província de Driouch, a la regió de L'Oriental, al Marroc. Segons el cens de 2014 tenia una població total de 10.601 persones.